# 白寶山

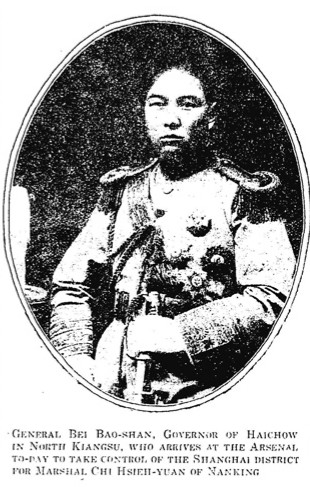
白寶山軍裝照

白宝山（1878年—1941年），字峻青，直隶省宁河县人，中华民国大陆时期军事将领。

## 生平
清光绪四年(1878年)四月初十出生（一说光绪四年十月廿一日生？），白宝山自幼家贫，早年曾靠拾粪生活。后来投宋庆的毅军当兵，在毅军内逐步升为中下级军官。1913年，任张勋辮軍第四路统领。1915年12月袁世凯称帝，白宝山获授一等男爵，并被任命为海州（即今连云港）镇守使（。1917年，任海州镇守使兼代江苏陆军第一师师长、海疆防御总司令。張勳復辟失敗後，白寶山投靠馮國璋，1923年11月，获将军府封为“郁威将军”。1924年10月，任海州镇守使兼代松沪护军使。1925年1月，任海州护军使兼孙传芳五省联军第八师师长。1926年9月，白宝山没有出兵山西同北伐军作战，遭到孙传芳不信任。
1927年4月，北伐军战胜孙传芳部后，白宝山率部投靠蒋介石，不久该部被调往浙江并遭缴械遣散。1927年9月，白宝山去职，此后先后寓居大连、天津。1930年2月，任国民政府军事参议院参议。1936年2月，获授少将军衔。1938年，任陇海铁路护路司令。1939年11月，升为中将军衔。
1941年11月3日，白宝山在重庆病逝，享年63岁。